# Кривопуск, Василий Андреевич
Василий Андреевич Кривопуск (22 июля 1932 — 9 октября 2021) — советский хозяйственный, государственный, политический и партийный деятель.

## Биография
Родился в 1932 году в селе Перепись.
В 1956—1999 гг.:
- 1956-1957 — начальник производственно-технического отдела Челябинского строительного управления № 733 треста «Уралтрансспецстрой»,
- 1957-1965 — прораб, старший прораб треста «Южуралспецстрой»,
- 1965-1969 — начальник строительного управления «Желдормостострой-2», секретарь парткома треста «Челябспецстрой»
- 1969-1971 — главный инженер треста «Южуралспецстрой»,
- 1971-1974 — управляющий трестом «Челябспецстрой»,
- 1974-1986 — первый секретарь Калининского райкома КПСС, секретарь, второй, первый секретарь Челябинского горкома партии,
- 1986-1992 — заместитель председателя Челябинского облисполкома,
- 1992-1999 — заместитель председателя Комитета по чрезвычайным ситуациям Челябинской области.

Избирался депутатом Верховного Совета РСФСР 11-го созыва.
Умер 9 октября 2021 года.